# 第七个五年计划 (中国)
第七個五年計畫（亦稱「七五」計劃）是指中華人民共和國制定的從1986年到1990年底發展國民經濟的計劃。
1983年国务院着手组织七五计划的起草工作，1985年上半年拟订了《中共中央关于制定国民经济和社会发展第七个五年计划的建议》1986年3月六届人大四次会议审议批准，五五與六五將文革的經濟崩壞導正後，80年的經濟特區設立並取得進展，確立中國未來30年的世界工廠地位。

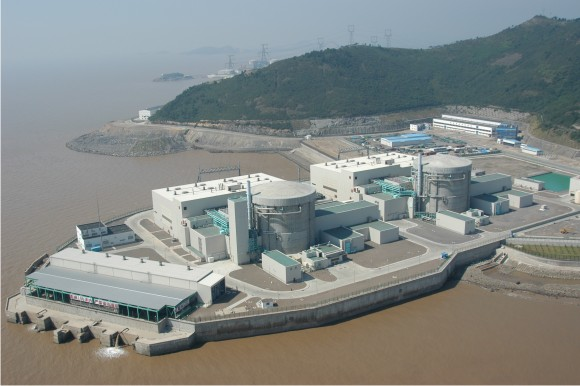
秦山核電廠完工

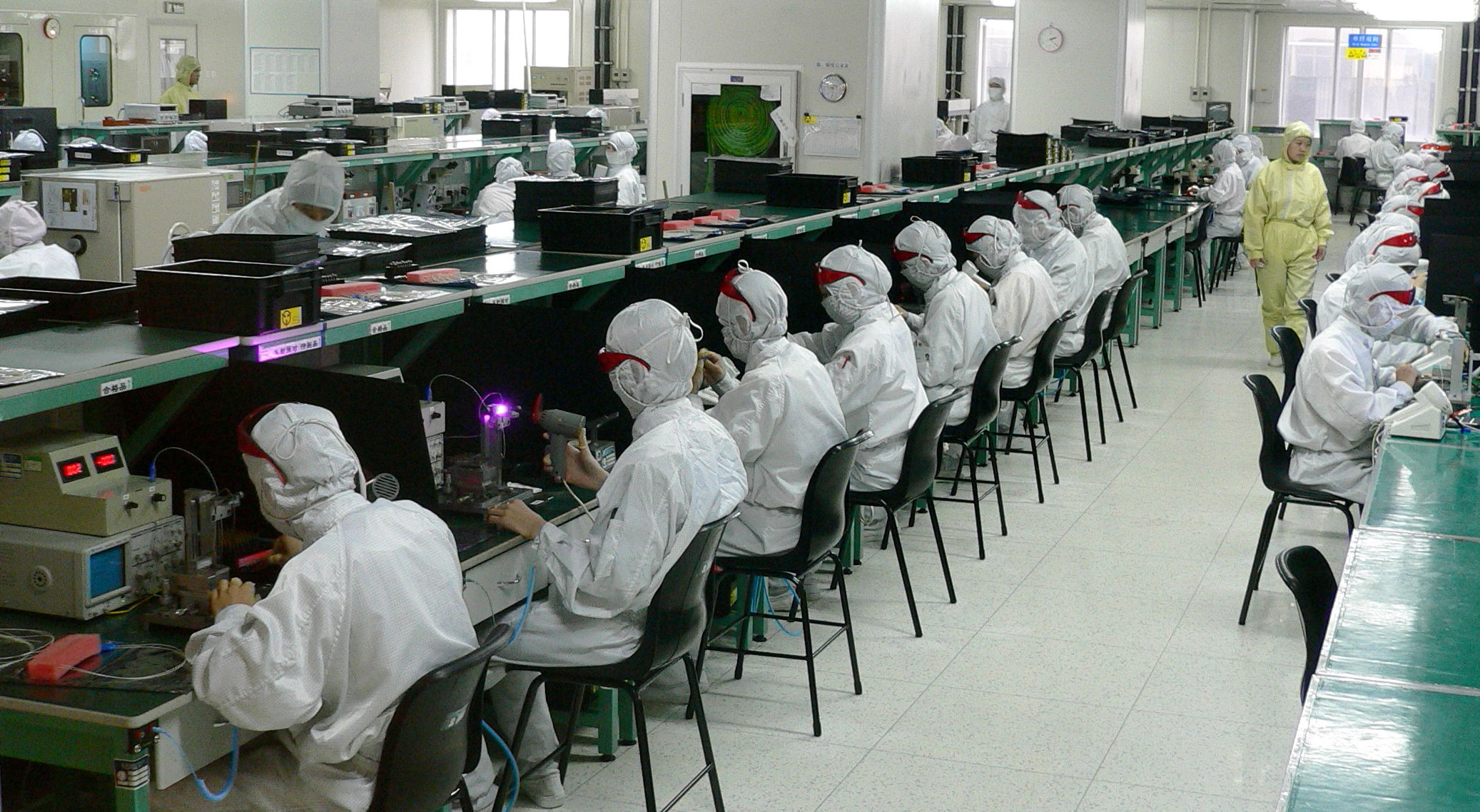
富士康工廠於經濟特區

## 目標
- 厚植科研實力，863計劃展開。
- 发展科学教育事业。
- 加快能源、通信、交通和原材料工业的建设
- 推进物质文明建设的同时，大力加强社会主义精神文明的建设。

## 成果
- 五年内全国工农业总产值增长38％，国民生产总值增长44％。
- 經過普通高等学校和成人高等教育五年共培养500万人。
- 进出口贸易总额1990年比1985年增长40％，世界工廠之路開始成形。[1]
- 城乡居民的实际消费水平五年增长27％。
- 三项铁路建设重点工程（南攻衡广、北战大秦、中取华东）全部完成。